# Флоренсіо-Варела (округ)
Округ Флоренсіо-Варела (ісп. Florencio Varela) — адміністративно-територіальна одиниця 2-ого рівня у провінції Буенос-Айрес в центральній Аргентині. Адміністративний центр округу — Сан-Хуан-Баутіста (ісп. San Juan Bautista).
Населення округу становить 426005 осіб (2010). Площа — 190 кв. км.

## Історія
Округ заснований у 1891 році. Названий на честь письменника Флоренсіо Варели.

## Населення
У 2010 році населення становило 426005 осіб. З них чоловіків — 212909, жінок — 213096.

## Політика
Округ належить до 3-ого виборчого сектору провінції Буенос-Айрес.